# فرودگاه اسنیک بی
فرودگاه اسنیک بی (به انگلیسی: Snake Bay Airport) یک فرودگاه همگانی با کد یاتا SNB است که یک باند فرود آسفالت دارد و طول باند آن ۱۴۴۳ متر است. این فرودگاه در کشور استرالیا قرار دارد و در ارتفاع ۵۳ متری از سطح دریا واقع شده است.

## شرکت‌های هواپیمایی و مقصدهای پروازی
| شرکت‌های هواپیمایی                  | مقصدهای پروازی      |
| ---------------------------------- | ------------------- |
| Air Ngukurr                        | داروین              |
| فلای تیوی اجرا توسط Hardy Aviation | داروین، گاردن پوینت |